# Al·lè

Propadiè, l'al·lè més simple, també conegut simplement com a al·lè.

Un al·lè o al·lé és un compost químic en el qual un àtom de carboni té enllaços dobles amb uns altres dos àtoms de carboni adjacents. Els al·lens es classifiquen com a poliens amb diens acumulats (consecutius). El compost tipus de l'al·lè és el propadiè. Els compostos amb una estructura de tipus al·lè però amb més de tres àtoms de carboni s'anomenen cumulens. Els al·lens són molt més reactius que no pas la majoria dels alquens. Per exemple, la seva reactivitat amb clor gasós és més com la reactivitat dels alquins que no pas la dels alquens.

## Estructura i vinculació

### Geometria

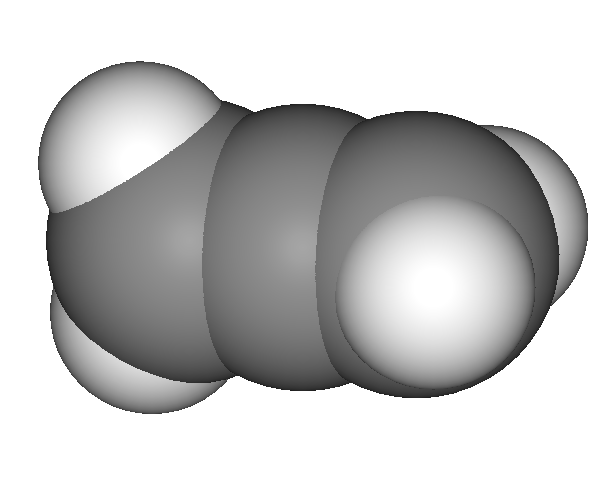
Visualització 3D del propadiè (al·lè)

El carboni central de l'al·lè forma dos enllaços sigma i dos enllaços pi. El carboni central és sp-hibriditzat, i els dos carbonis terminals són sp2-hibriditzats. L'angle d'enllaç format pels tres carbonis és de 180°, cosa que indica geometria lineal pels carbonis de l'al·lè. També es pot considerar com un "tetraedre ampliat" amb una forma similar a la del metà.

## Síntesi
Tot i que els al·lens sovint requereixen una síntesi especialitzada, el propadiè es produeix a gran escala com una mescla d'equilibri amb el metilacetilè:
H₂C=C=CH₂ ⇌ CH₃C≡CH
Aquesta mescla, coneguda com a gas MAPP, es troba disponible comercialment.